# Silverdale (Washington)
Pour les articles homonymes, voir Silverdale.
Silverdale est une localité américaine du comté de Kitsap, dans le Washington.